# Rangers de Talca
Der Club Social de Deportes Rangers ist ein chilenischer Fußballverein in Talca. Der Verein wurde 1902 gegründet und trägt seine Heimspiele im Estadio Fiscal de Talca aus, das Platz für 16.070 Zuschauer bietet. Rangers de Talca spielt derzeit in der Primera B, der zweithöchsten Spielklasse in Chile.

## Geschichte
Der Verein Club Social de Deportes Rangers, auch bekannt als Rangers de Talca, wurde im Jahre 1902 in der Stadt Talca, der Hauptstadt der Región del Maule im Zentrum des Landes, gegründet. Der Name des Vereins bezieht sich auf eine Idee eines der Gründungsväter, eines Schotten, in Anlehnung an den dortigen Verein Glasgow Rangers.
Zunächst waren die Rangers de Talca lange Jahre nicht im professionellen Fußball Chiles zu finden. Erst 1952 gelang der erstmalige Aufstieg in die Segunda División, die zweithöchste Spielklasse des Landes. Dort wurde man sogleich Zweiter und qualifizierte sich somit 1953 zum ersten Mal für die Primera División. In der Folgezeit erlebte der Verein immer wieder Phasen, in denen man sich in der höchsten Spielklasse etablieren und ordentliche Platzierungen erreichen konnte, aber auch Phasen, die das Team wieder in die Zweit- oder gar Drittklassigkeit brachten. Den wohl größten Erfolg der Vereinsgeschichte schafften die Rangers de Talca im Jahre 1969, als man in der Primera División den zweiten Tabellenrang belegte, nur zwei Punkte trennten die Rangers von CF Universidad de Chile, das sich die Meisterschaft sichern konnte. Doch durch diesen zweiten Tabellenplatz war das Team für die Copa Libertadores 1970 startberechtigt. Hierbei schied man allerdings bereits in der ersten Gruppenphase als Letzter der Gruppe drei hinter Club Guaraní, Universidad de Chile, Club Olimpia sowie den beiden kolumbianischen Vertretern Deportivo Cali und América de Cali abgeschlagen aus. Bis heute ist diese Teilnahme an der Copa Libertadores die einzige für den Verein, für den es nach der Vizemeisterschaft schon bald wieder bergab ging, nur wenige Jahre später spielte man wieder zweitklassig.
Gegenwärtig spielen die Rangers de Talca seit 2012 wieder in der ersten chilenischen Fußballliga. Zuvor hatte man sich im November 2011 in Relegationsspielen gegen Everton de Viña del Mar durchgesetzt und den Wiederaufstieg in die Primera División erreicht. 2012 gelang mit Platz acht in der Gesamtabrechnung nicht nur der mehr als sichere Klassenerhalt, man konnte durch einen fünften Platz im Torneo Clausura sogar an den Playoff-Spielen um die Meisterschaft teilnehmen. Dort erwies sich jedoch CD Huachipato im Halbfinale als zu große Hürde, nachdem man zuvor bereits Deportes Iquique ausgeschaltet hatte.

## Erfolge
- Chilenische Vizemeisterschaft: 2× (1969, Apertura 2002)
- Chilenische Zweitligameisterschaft: 3× (1988, 1993 und 1997)
- Teilnahme an der Copa Libertadores: 1×
  - 1970: erste Gruppenphase

## Bekannte Spieler
- Vicente Cantatore, als Trainer Coach der großen Mannschaft von CD Cobreloa in den frühen 1980ern, als Spieler einige Zeit bei den Rangers de Talca aktiv
- Atilio Cremaschi, Teilnehmer an der Fußball-Weltmeisterschaft 1950 mit der Auswahl Chiles, von 1959 bis 1964 letzte Karrierestation bei den Rangers de Talca
- Ismael Fuentes, chilenischer WM-Teilnehmer von 2010, lange Zeit bei Jaguares de Chiapas in Mexiko, begann seine Karriere in Talca
- Ángel Labruna, Mitglied der berühmten und überaus erfolgreichen Maquina von CA River Plate in Argentinien, 1961 zum Karriereausklang bei den Rangers de Talca
- Cristian Maidana, derzeit für CF Atlante in Mexiko aktiv, von 2011 bis 2012 bei den Rangers, zuvor unter anderem bei CA Banfield und Spartak Moskau
- Nicolás Peric, fünffacher chilenischer Nationalspieler; der Torhüter begann seine Laufbahn bei den Rangers de Talca und steht dort seit 2012 wieder unter Vertrag
- Hugo Rubio, chilenischer Nationalspieler; der Mittelstürmer begann seine Laufbahn 1979 bei den Rangers de Talca. In der chilenischen Fußballnationalmannschaft kam er auf 36 Spiele, in denen er 12 Tore erzielte.
- Eberardo Villalobos, chilenischer Teilnehmer an der ersten Fußball-Weltmeisterschaft 1930 in Uruguay, zum Zeitpunkt der WM bei den Rangers de Talca aktiv

## Trainer
- Miguel Montuori, argentinisch-italienischer Spieler des AC Florenz, als Trainer 1972 kurze Zeit für die Rangers de Talca verantwortlich
- Armando Tobar, zweifacher WM-Teilnehmer als Spieler in den Jahren 1962 und 1966, 1986 kurze Zeit als Trainer für die Rangers de Talca an der Seitenlinie
- Francisco Valdés (1996)